# Planetárium

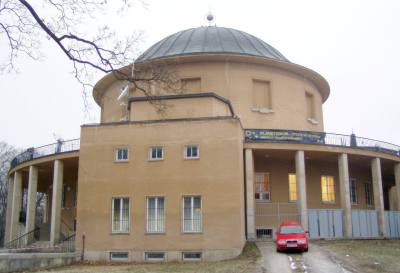
Budova pražského planetária

Planetárium je místnost nebo sál s uměle vytvořenou hvězdnou oblohou. V několika českých městech jsou veřejnosti přístupná planetária. Diváci v planetáriu sedí v pohodlných křeslech, podobně jako v kině nebo divadle a nad jejich hlavy je na sférický strop promítán obraz noční oblohy. Vedle hvězd jsou promítána i ostatní viditelná tělesa, planety, Měsíc, komety i Slunce. Diváci mohou pozorovat celý umělý obraz noční oblohy na stropě.
V planetáriu je obvykle vytvářena hvězdná obloha tak, jak ji vidí pozorovatel v různých ročních obdobích na různých místech Země. Je možné vytvářet i hvězdnou oblohu z pohledu pozorovatele na libovolném místě ve vesmíru. Planetárium velmi dobře ukazuje zdánlivé otáčení oblohy způsobené rotací Země, zdánlivé pohyby souhvězdí v průběhu roku způsobené oběhem Země kolem Slunce, zobrazuje pohyby různých objektů ve Sluneční soustavě i změny hvězdné oblohy v průběhu historie vesmíru. To vše je možné sledovat při různých zrychleních. Proto si může divák udělat představu např. o kličkování jednotlivých planet na obloze.

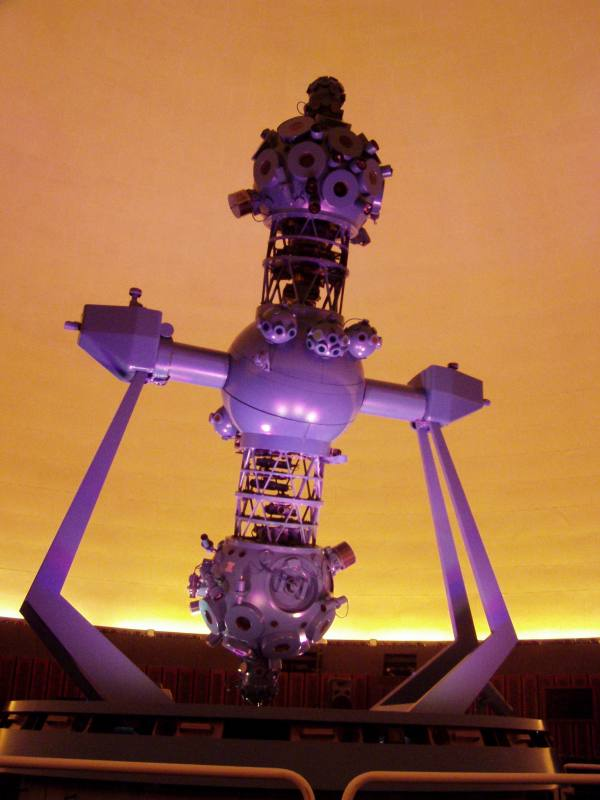
Projektor pražského planetária

Model hvězdné oblohy je vytvářen zvláštním projektorem (ten svým tvarem trochu připomíná vzpěračskou činku s kulovitým závažím na konci), který je ve svém těžišti ukotven k nosnému rámu. Každá koule pomyslné „činky“ je zvláštní kulový projektor, který má za úkol znázornit jednu půlku oblohy, ve střední části jsou pak umístěny další menší zvláštní projektory pro promítání planet, Slunce a Měsíce (včetně jeho fází).

## Planetária v České republice
- Hvězdárna a planetárium Brno
- Hvězdárna a planetárium České Budějovice s pobočkou na Kleti
- Hvězdárna a planetárium v Hradci Králové
- Planetárium Most
- Planetárium Ostrava
- Planetárium Praha
- Hvězdárna a planetárium Plzeň
- Hvězdárna a planetárium Teplice
- 3D Planetárium Techmania Science Center
- 3D Planetárium iQLANDIA Liberec
- Unisféra na Fyzikálním ústavu v Opavě
- Planetárium Přírodovědného centra ZŠ Nuselská Havlíčkův Brod
- Hvězdárna a planetárium Oldřicha Kotíka Ždánice
- Planetárium Gymnázium Cheb
- Hvězdárna a planetárium dr. Zdeňka Kvíze Třebíč

## Software zobrazující hvězdnou oblohu
- Stellarium - virtuální planetárium